# Dragan Tarlać
Dragan Tarlać, né le 9 mai 1973 à Novi Sad, est un basketteur serbe, évoluant au poste de pivot

## Biographie
Débutant dans le son club de sa ville natale, il rejoint rapidement le club de l'Étoile Rouge de Belgrade où il est rapidement repéré puis recruté par le club grec de l'Olympiakos. Il y joue sous la nationalité grecque, ce qui provoque une polémique dans son pays national dont les supporters refusent d'accepter les nombreuses naturalisations grecques pour des joueurs serbes.
Il continue à évoluer avec sa sélection nationale d'origine, l'Équipe de Yougoslavie avec qui il remporte le titre européen en 2001. Ce titre fait suite à une saison sans réussite en NBA avec les Bulls de Chicago.
Revenu en Europe, il évolue en Liga ACB avec le Real Madrid puis finit sa carrière au CSKA Moscou.

## Club
- :  KK Vojvodina
- :  Étoile Rouge de Belgrade
- 2001-2000 :  Olympiakos
- 2000-2001 :  Bulls de Chicago
- :  Real Madrid
- :  CSKA Moscou

## Palmarès

### Championnat d'Europe de basket-ball
- Championnats d'Europe 2001 en  Turquie
  -  Médaille d'or

### Distinction personnelle
- Choisi lors de la Draft 1995 de la NBA par les Bulls de Chicago